# Ferdinand Kovačević
Ferdinand Kovačević (1838 — 1913) foi um inventor e engenheiro croata, pioneiro da telegrafia. Inventou a transmissão telegráfica duplex, patenteada em 1876 em Viena e Budapeste.